# ほんものは誰だ!
『ほんものは誰だ!』（ほんものはだれだ）は、1973年2月1日から1980年9月29日まで日本テレビ系列局で放送されていた日本テレビ製作のクイズ番組である。ロート製薬の一社提供。

## 概要
土居まさるが司会を務めていた番組。ほかに、2人のレギュラー解答者と、2人のゲスト解答者を招いていた。
3人の参加者の中から、4人の解答者が第一印象で本物であると思う人物の番号を提示してから、参加者に30秒間の質問を行い、全解答者の質問終了後、改めて質問を行って解答者が本物と思う番号を挙げる形式。問題は毎回3問行われており、2問は一般参加者によるものであったが、1問は「タレントコーナー」として、3人の有名人の中から、変わった特技を持つ人物を探すというものであった。
末期には、解答者を最も上手く欺いた「にせもの」の参加者1人に「にせもの賞」として藤本義一からトロフィーが贈られた。
開始間もない1974年1月2日と、4年後の1978年1月2日には、正月スペシャル『ほんものは誰だ! 新春特集』を放送した。

## 放送時間
いずれも日本標準時。
- 木曜 19:30 - 20:00 （1973年2月1日 - 1973年9月27日）
- 月曜 19:30 - 20:00 （1973年10月 - 1980年9月29日） - 木曜20:00枠の『木曜スペシャル』が放送枠を拡大するのに伴い、放送曜日を変更。

## 出演者

### 司会
- 土居まさる

### レギュラー解答者
- 遠藤周作（放送開始時[1]）
- 岡崎友紀（放送開始時[1]）
- 楠本憲吉
- 藤本義一
- 柴田錬三郎
- あべ静江
- 新井春美
- 和泉雅子
- 寺島純子
- 大村崑

## スタッフ
- 構成：章田宙谷
- 音楽：宇野正寛
- プロデューサー：北村光雄、人見英夫
- 演出：広田光生、遠藤英幸

## ネット局
系列は放送当時のもの。
- 日本テレビ
- 札幌テレビ
- 青森放送（1975年4月からテレビ朝日系とのクロスネット）：1973年2月の放送開始から[3]
- テレビ岩手（1980年3月までテレビ朝日系列とのクロスネット）：1973年2月の放送開始から[3]
- 秋田放送：1973年2月の放送開始から[3]
- 山形放送（1980年4月からテレビ朝日系とのクロスネット）：1973年2月の放送開始から[3]
- ミヤギテレビ（1975年9月までテレビ朝日系列とのクロスネット）：1973年2月の放送開始から[3]
- 福島中央テレビ（テレビ朝日系とのクロスネット）：1973年2月から1973年9月まで[4]
- 山梨放送
- 新潟放送（TBS系） → 新潟総合テレビ（フジテレビ系・テレビ朝日系とのクロスネット）（1977年10月 - ）
- 信越放送（TBS系）
- 静岡放送（TBS系） → 静岡第一テレビ（1979年7月 - ）
- 北日本放送[5]
- 北陸放送（TBS系）
- 福井放送（月曜 19:00 - 19:30に放送）[5]
- 名古屋テレビ（テレビ朝日系とのクロスネット） → 中京テレビ（1973年4月 - ）
- 読売テレビ
- 日本海テレビ
- 広島テレビ（1975年9月までフジテレビ系とのクロスネット）[6]
- 山口放送（1978年10月からテレビ朝日系とのクロスネット）[6]
- 四国放送
- 西日本放送[6]
- 南海放送（月曜 19:00 - 19:30に放送）[6]
- 高知放送[6]
- 福岡放送
- テレビ長崎（フジテレビ系とのクロスネット）
- テレビ熊本（フジテレビ系・テレビ朝日系とのクロスネット）
- テレビ大分（フジテレビ系・テレビ朝日系とのクロスネット）
- テレビ宮崎（フジテレビ系主体でテレビ朝日系とのクロスネット、NNS非加盟）
- 鹿児島テレビ（フジテレビ系・テレビ朝日系とのクロスネット）
- 沖縄テレビ（フジテレビ系）

## ゲーム
- タカラ（現：タカラトミー）のボードゲームシリーズ「スクールパンチ」より、テレビ番組をゲーム化した「テレビ番組版」の一環として、「ほんものは誰だ!?ゲーム」が発売された。